# Sicherungsstellung Nord

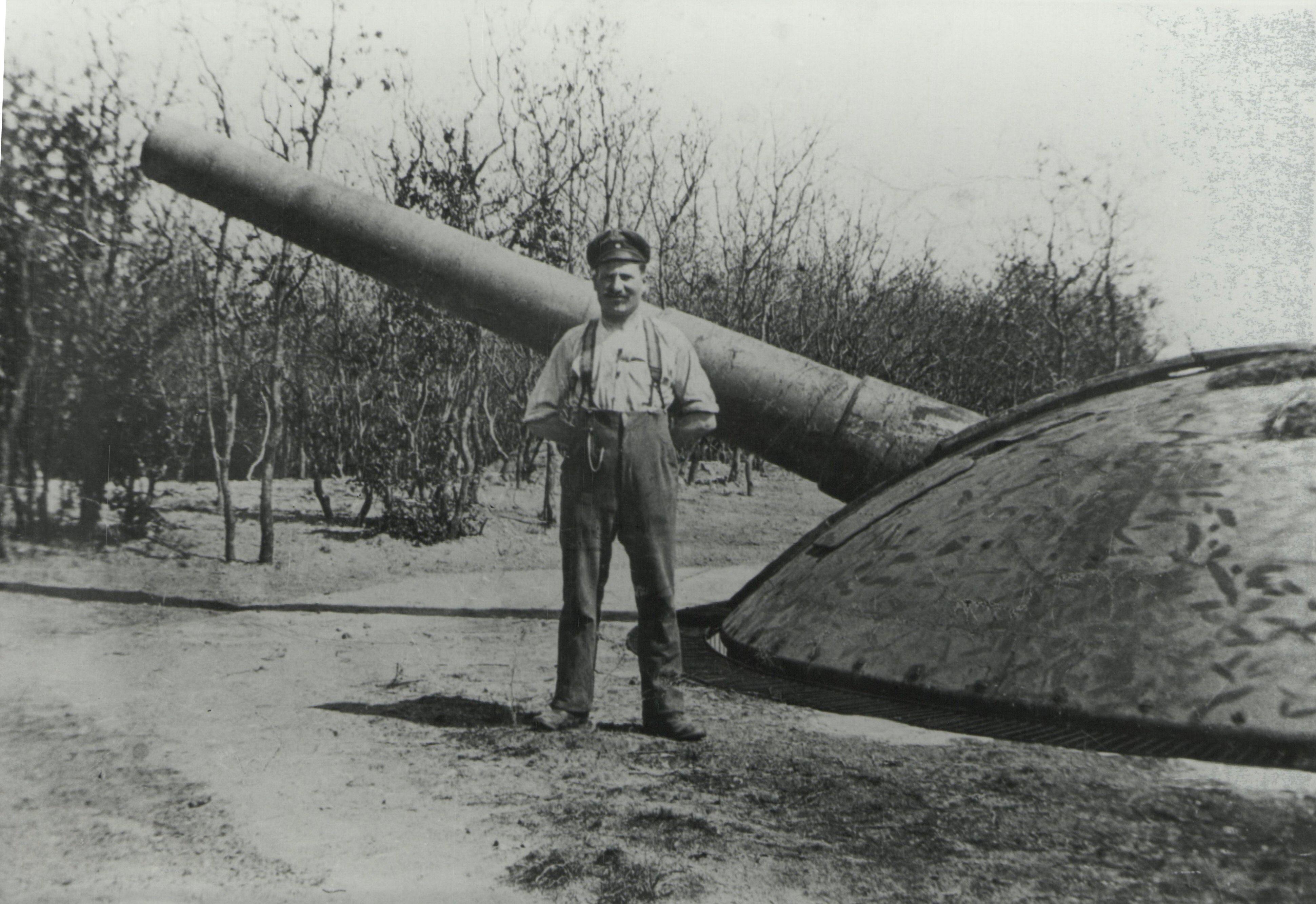
Batterie Gammelskov der Sicherungsstellung Nord

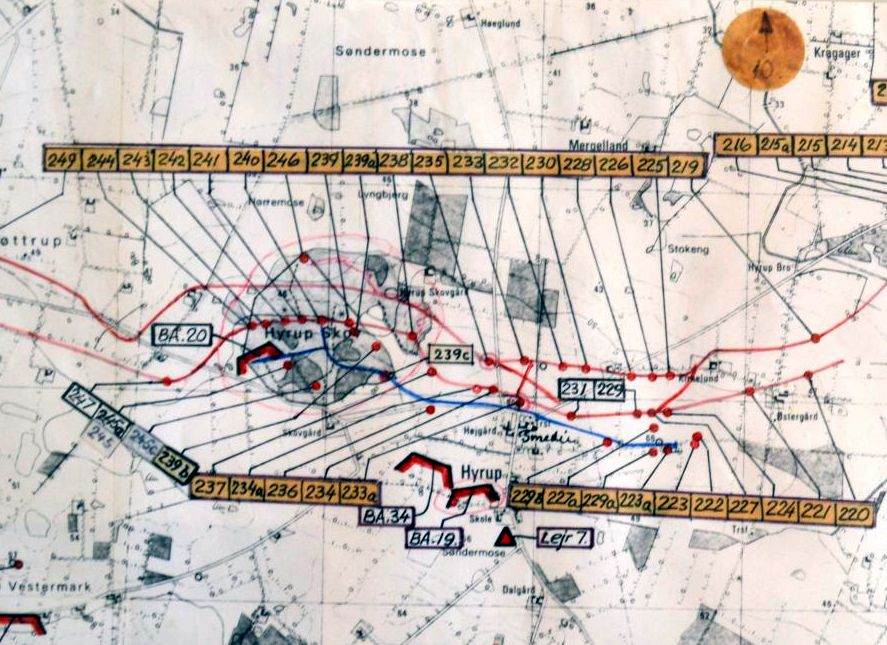
Karte der Sicherungsstellung Nord bei Hyrup

Die Sicherungsstellung Nord (dänisch Sikringsstilling Nord) gilt als die am besten erhaltene Befestigungsanlage aus dem Ersten Weltkrieg in Europa. Sie wurde ab 1916 quer durch Nordschleswig von der Nordsee bis zur Ostsee angelegt, weil die deutsche Heeresführung einen britischen Angriff über das neutrale Dänemark befürchtete. Mit der neuen Grenzziehung von 1920 kam das Gebiet an Dänemark.

## Lage
Die Sicherungsstellung verläuft von der Insel Rømø im Westen etwa 50 km quer durch das Land bis nach Hoptrup am Kleinen Belt. Ein nördlicher Vorposten befand sich bei Aarösund. Mit fast 900 Betonbunkern, 40 Batterien, zwei bis vier Stellungen mit mehreren Schützengräben, zahlreichen Signalstationen und einer Gleisverbindung war die Linie besonders stark ausgebaut.
Als Nordschleswig 1920 dänisch wurde, erschien die Anlage der dänischen Regierung als Bedrohung, da deutsche Truppen sie im Ernstfall von Süden her schnell einnehmen und gegen Dänemark ausrichten könnten. Das dänische Militär zerstörte weite Teile der Anlagen, es blieben zahlreiche Bunkerunterstände erhalten. Nahe an Siedlungen oder Landwirtschaftsbetrieben gelegene Bunker ließen sich mit den damaligen Mitteln nicht sprengen, ohne weitere Zerstörungen anzurichten. Vor allem die Anlagen bei Gammelskov nahe Agerskov und bei Andholm in der Gemeinde Øster Løgum zählen zu den am besten erhaltenen Festungsanlagen des Ersten Weltkriegs überhaupt.

## Planung
Bereits im Zuge der Kolonialkrise von 1905 sagte Großbritannien Frankreich für den Fall eines Krieges zu, von Dänemark aus den Nord-Ostsee-Kanal zu erobern und die deutsche Flotte in der Ostsee zu binden. Diese Pläne wurden der deutschen Militärführung bekannt, die sich umgehend mit der Anlage einer Befestigung in Richtung Norden befasste. Entscheidend für die Anlage war eine optimale Verteidigungsmöglichkeit. Deshalb wurde sie nicht unmittelbar an der damaligen Grenze angelegt, sondern etwa 30 km südlicher. In den Folgejahren wurden im Gebiet einige Manöver abgehalten, bei denen ein möglicher britischer Angriff über Esbjerg durchgespielt wurde.
Dennoch dauerte es bis 1916, als der Erste Weltkrieg längst im Gange war und sich zu einem massenmörderischen Stellungskrieg entwickelt hatte, bis, aus Furcht darüber, dass Dänemark sich bei einem entsprechend günstigen Kriegsverlauf auf die Seite Großbritanniens stellen und dessen Truppen den Durchmarsch erlauben würde, im Spätsommer 1916 der Aufbau der Sicherungsstellung Nord begonnen wurde.

## Aufbau der Festungslinie
Der Bau wurde von einem Pionierbataillonsstab geleitet, dem sechs Pionierkompanien unterstanden. Die schwere körperliche Arbeit wurde jedoch militärischen (und zivilen) Strafgefangenen auferlegt, welche unter schwierigen Bedingungen in Barackenlagern interniert waren. Die Strafkompanien bestanden immer aus 250 Männern. Einige dieser Lager waren vorher Kriegsgefangenenlager. Dies hat zu der Auffassung geführt, dass diese Kriegsgefangenen zu den Arbeiten herangezogen wurden. Dies ist jedoch historisch nicht belegbar, da sich das deutsche Militär an die Haager Konvention hielt und Kriegsgefangene nicht zum Bau eigener militärischer Anlagen einsetzte. Diese waren vor allem in der Landwirtschaft und für zivile Infrastruktur-Arbeiten tätig.
Um das Baumaterial und die Arbeiter möglichst zügig zu den Baustellen zu bringen, wurden eigens Militärgleise angelegt und Teile der dortigen Normalspur- und Meterspurbahnen (Haderslebener und Apenrader Kreisbahn), unter anderem die Bahnstrecke Branderup–Osterterp, ausgebaut. Weitere Pioniergleise wurden für Lorenbetrieb angelegt.
Auch Straßen und Wege wurden angelegt, ebenso zum Teil sehr lange Bohlenbrücken über sumpfiges Wiesengelände oder kleinere Schluchten. Die Schützengräben wurden markiert und hätten von den Soldaten selbst ausgehoben werden sollen, wozu es jedoch nie kam.

## Nach dem Krieg
Ab 1920 bemühte sich das dänische Militär nach der Übernahme der nach Norden ausgerichteten Anlagen diese unbrauchbar zu machen. Tatsächlich wurden weite Teile der Bunkeranlagen und vor allem die Kanonenbatterien zerstört. Von einigen der letzteren sind noch eindrucksvolle Ruinenreste erhalten (z. B. bei Lerskov, Gemeinde Øster Løgum). Gut erhalten blieben die Unterstände bei Gammelskov und Andholm. Letztere wollte der Grundeigentümer schon damals als geschichtliche Denkmäler erhalten. Ebenso blieb der Hauptunterstand der nördlich vorgelagerten Strandbatterie Aarösund (gegenüber der Insel Årø) sehr gut erhalten. Diese ist heute touristisch durch den weiten Ausblick bis hin zu den Brücken über den Kleinen Belt bei Middelfart interessant. Inzwischen stehen die Anlagen unter Denkmalschutz und ein Projekt der regionalen Geschichtsgesellschaft hat zu einer umfangreichen Bestandsaufnahme geführt.